# بوخسية (بهلا)
بوخسية منطقة سكنية تقع في ولاية بهلا، التابعة لمحافظة الداخلية في سلطنة عمان. يقدر عدد سكانها بـ 9 نسمة حسب إحصاء عام 2010 التابع للمركز الوطني للإحصاء والمعلومات الحكومي. رمز المنطقة هو 50230336.

## الوصلات الخارجية
- المركز الوطني للإحصاء والمعلومات، سلطنة عمان